# Dylan Fletcher
Dylan James Fletcher-Scott, zumeist nur Dylan Fletcher, (* 3. April 1988 in London) ist ein britischer Segler.

## Erfolge
Dylan Fletcher wurde in der 49er Jolle 2011 in Helsinki mit Stuart Bithell erstmals Europameister. 2013 folgte in Aarhus mit Alain Sign ein zweiter Titelgewinn, ein Jahr darauf belegten die beiden in Helsinki den zweiten Platz. Mit Bithell gewann Fletcher 2017 in Kiel und 2019 in Weymouth seinen dritten und vierten Europameistertitel, darüber hinaus schlossen die beiden die Europameisterschaften 2018 in Gdynia auf dem dritten Platz ab. Bei Weltmeisterschaften sicherte sich Fletcher 2016 in Clearwater mit Alain Sign ebenfalls die Bronzemedaille und wiederholte diese Platzierung 2019 in Auckland mit Stuart Bithell. Dazwischen wurden Fletcher und Bithell 2017 in Matosinhos Weltmeister.
Sein Olympiadebüt gab Dylan Fletcher bei den Spielen 2016 in Rio de Janeiro, bei denen er mit Alain Sign in der Regatta mit der 49er Jolle antrat. Die beiden erreichten das abschließende Medal Race, fielen dort aber nach einem zehnten und damit letzten Platz noch von Gesamtrang vier auf sechs zurück. Bei den 2021 ausgetragenen Olympischen Spielen 2020 in Tokio ging Fletcher mit Stuart Bithell in der 49er-Klasse an den Start. Mit vier Punkten Rückstand auf die Neuseeländer Peter Burling und Blair Tuke belegten sie den zweiten Gesamtrang vor dem Medal Race, das sie knapp vor den Deutschen Erik Heil und Thomas Plößel gewannen. Burling und Tuke kamen als Dritte ins Ziel, womit Fletcher und Bithell mit diesen gleichzogen und sich aufgrund des gewonnenen Medal Race den Gesamtsieg und damit den Olympiasieg sicherten. Beim America’s Cup 2024 war er im Team von Ineos Britannia.